# Scopula tesselaria
Scopula tesselaria là một loài bướm đêm trong họ Geometridae.